# Matusze
Matusze (biał. Матушы, Matuszy; ros. Матуши, Matuszy) – wieś na Białorusi, w obwodzie mińskim, w rejonie kleckim, w sielsowiecie Czerwona Gwiazda.

## Historia
W dwudziestoleciu międzywojennym leżały w Polsce, w województwie nowogródzkim, w powiecie nieświeskim, w gminie Hrycewicze. W 1921 miejscowość liczyła 136 mieszkańców, zamieszkałych w 25 budynkach, w tym 84 Polaków i 52 Białorusinów. 130 mieszkańców było wyznania prawosławnego i 6 rzymskokatolickiego.
Położone były wówczas przy granicy ze Związkiem Sowieckim. Na początku lat 20. mieściły się tutaj kompania 29 Batalionu Celnego i placówka 29 Batalionu Straży Granicznej.
Po II wojnie światowej w granicach Związku Sowieckiego. Od 1991 w niepodległej Białorusi.